# Tex (còmic)
Tex és una sèrie de còmics de western centrada en el personatge de Tex Willer, creat el 1948 per Giovanni Luigi Bonelli i Aurelio Galleppini i publicat a Itàlia per Sergio Bonelli Editore. Juntament amb Topolino i Diabolik és considerada la sèrie de còmics italiana més famosa i longeva, així com la publicació insígnia de l'editorial milanesa. El personatge va néixer l'any 1948 sense moltes expectatives pel seu èxit però amb el temps es va convertir en un fenomen editorial publicat regularment després al llarg de setanta anys i al llarg dels anys també objecte d'investigacions sociològiques, tesis de grau i iniciatives destinades a celebrar-ho com exposicions, trobades, volums de crítica i textos de no ficció. La sèrie va ser una de les més venudes a Itàlia fins i tot venent 700.000 còpies al mes, mentre que el 2010 la circulació va superar els 200.000 exemplars. La sèrie s'ha traduït a molts països europeus i no europeus. L'any 1985 es va fer una adaptació cinematogràfica.
La primera història, Il totem misteriós', va ser publicada a Itàlia el 30 de setembre de 1948. Posteriorment ha estat traduït a multitud d'idiomes i editat a diversos països: compta amb una gran base de fans a Brasil , però també és molt popular a Finlàndia, Noruega, Turquia i països de l'ex-Iugoslàvia, sobretot a Croàcia i Sèrbia.

## Història editorial

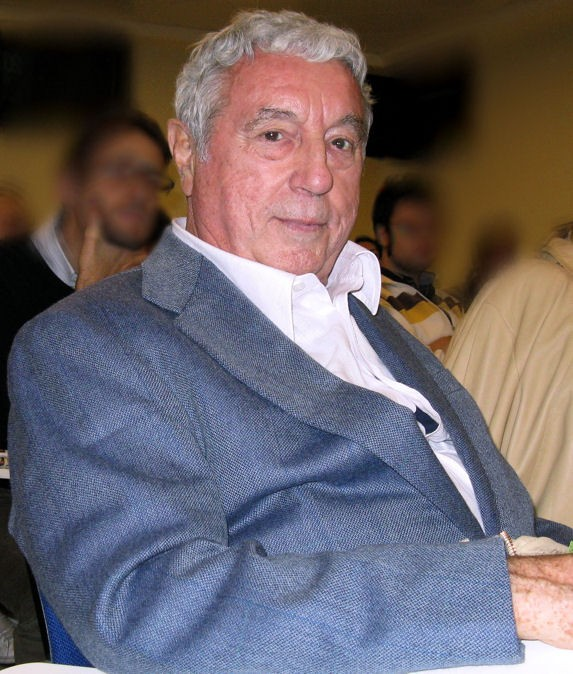
Sergio Bonelli, editor i guionista de Tex (amb el pseudònim de Guido Nolitta)

El personatge de Tex Willer va ser creat per Giovanni Luigi Bonelli i Aurelio Galleppini mentre treballaven en un altre personatge en el qual havien concentrat les seves expectatives d'èxit, Occhio Cupo, una història clàssica de capa i espasa. En les primeres històries creades, el personatge va agafar moltes característiques del personatge Occhio Cupo com els texans tan ajustats que semblen unes malles, les botes flexibles i la camisa amb serrells. Quan, contràriament a totes les prediccions, Occhio Cupo va demostrar ser un fracàs mentre Tex començava a tenir èxit de públic, aquestes característiques es van abandonar en favor de l'aparença que caracteritzaria el personatge posteriorment. El nom es va inspirar en el rètol d'una botiga milanesa, "Tex Moda" mentre que el cognom hauria d'haver estat "Killer", però es va diluir en Willer per consell de Tea Bonelli poc abans d'anar a premsa per no desafiar la ira dels censors.
Tex, el segon personatge western creat per Bonelli, després de Il Giustiziere del West, que data de 1947, va debutar als quioscos en un període en què personatges del gènere, com  Blek Macigno i Capità Miki del trio d'autors conegut com EsseGesse, van tenir un gran èxit, però a diferència d'aquests i d'altres personatges, l'èxit de Tex serà més durador, tant és així que es convertirà en el personatge de còmic italià més longeu de la història. Anticipant-se al revisionisme històric nord-americà, Tex és el primer personatge de còmic que ofereix un punt de vista diferent sobre els nadius americans de l'èpica occidental, que ja no apareixen com a salvatges estereotipats, sinó com a pobles amb una cultura evolucionada i arrelada.

## Argument
El passat de Tex Willer està narrat a través de flashbacks. Neix al maig de 1838 de Ken i Mae Willer, dos pioners establerts al sud de Texas, prop de Rock Spring i les fonts del Riu Nueces. Tex perd la mare quan té cinc anys; creix al ranxo de la seva família, on treballa com a vaquer amb el pare, el germà petit Sam i el vell Gunny Bill, que li ensenya a disparar amb velocitat i precisió.
Quan el seu pare és matat a les pastures per uns bandolers, durant un saqueig de bestiar, Tex jura venjar-ho, fins i tot sabent que va trencar la llei. El seu germà Sam, que té més confiança que ell en la llei, no comparteix el propòsit, així que només Gunny Bill participa a l'expedició punitiva. Després de travessar la frontera amb Mèxic i consumar la venjança, els dos topen amb una patrulla de Cos de Policia Rural i esclata un furiós tiroteig: Tex aconsegueix matar la majoria dels policies, però Gunny Bill és copejat a mort. Tex enterra el vell amic a Texas i decideix deixar el ranxo a la recerca de fortunes.
S'incorpora així al rodeo dels germans Corlis; aquí doma a Dinamita, que serà el seu fidel cavall a les primeres aventures. Després s'assabenta que el seu germà ha estat assassinat per un tal Tom Rebo, en l'intent d'apoderar-se del ranxo. Aquesta vegada, a causa de l'amistat de Rebo amb un sheriff corrupte, Tex és perseguit per la llei i es converteix en un bandit justicier. Jeff Weber, que el convenç a posar-se al servei de la llei i el presenta Herbert Marshall, cap del West Department, i el seu futur company d'aventures, Kit Carson. però, pel seu esperit de justícia, també s'alinea contra una franja violenta de nordistes en defensa de la població civil.
Temps després, durant una missió com ranger, és fet presoner pels indis Navahos del cap Fletxa Roja: lligat al pal de tortura ia l'espera de la mort, és salvat per la filla de Fletxa Roja, la bonica Lilyth. Tots dos es casen i d'aquesta unió naixerà Kit Willer, anomenat pels indis Petit Halcón. En aquest període coneix també el seu germà de sang, el brau guerrer Tiger Jack. Tex viurà sempre amb els Navajos, amb el nom dÀguila de la Nit', i mort Fletxa Roja, es converteix en el nou cap de la tribu.
Després de pocs anys Lilyth mor en una epidèmia de verola, provocada per algunes mantes infectes enviades per dos antics enemics de Tex, els especuladors de Denver Fred Brennan i Jim Teller. El texà és cridat una altra vegada a la venjança, que es consumarà definitivament molts anys després.

## Escenari
Sent una historieta western, la majoria de les aventures de Tex s'ambienten en els territoris del Sud-est dels Estats Units i a la Regió Nord (Mèxic) del Nord de Mèxic. En la sèrie no falten viatges a grans ciutats americanes com San Francisco (Califòrnia), Nova Orleans, Boston, Atlanta, Washington i Nova York, al "Gran Nord" (Canadà i Alaska) o al Sud-est de Mèxic. Localitats més remotes i exòtiques presents a la sèrie són un atol de l'Pacífic, la selva tropical del istme de Panamà, Colòmbia, Bolívia, Argentina, Xile, Cuba i Borneo.

## Aventures juvenils
A partir del 2018, es va estrenar Tex Willer, sèrie de periodicitat mensual que tracta de les aventures juvenils del personatge.